# Pichichi
Pichichi (bask. Pitxitxi), właśc. Rafael Moreno Aranzadi (ur. 23 maja 1892 w Bilbao, zm. 1 marca 1922 tamże) – hiszpański piłkarz, grający na pozycji napastnika, przez niemal całą karierę zawodnik Athletiku Bilbao, 5-krotny reprezentant Hiszpanii, jeden z pierwszych wielkich strzelców w historii hiszpańskiego futbolu. Na boisku wyróżniał się białą chustą zawiązaną wokół głowy. W języku hiszpańskim el pichichi stało się określeniem najlepszego strzelca. Od 2014 r. termin ten znajduje się w 23. wydaniu Diccionario de la lengua española. Czynną karierę zakończył mając zaledwie 29 lat, po czym został sędzią piłkarskim. Zmarł nagle na kilka tygodni przed swoimi 30. urodzinami. Przyczyna zgonu nie jest znana. Najpowszechniejsza wersja mówi o śmierci na skutek tyfusu, wywołanego prawdopodobnie spożyciem zepsutych ostryg.

## Kariera klubowa
Grać w piłkę nożną zaczął w szkole Escolapios, w której się uczył. W 1911 r. trafił do nowo zorganizowanej drużyny – Bilbao FC. 12 kwietnia 1911 zdobył dla niej jedynego gola w przegranym 1:4 meczu ćwierćfinałowym Pucharu Króla sezonu 1911 przeciwko Athletikowi Bilbao, do którego niedługo potem przeszedł, stając się jedną w największych legend tego klubu. W Athletiku zaczął grać jeszcze w 1911 r., jednak dopiero 17 marca 1913 rozegrał swój pierwszy oficjalny mecz w „Los Leones” przeciwko Realowi Madryt w Pucharze Króla, zakończony zwycięstwem 3:0, a w ciągu pierwszych jedenastu minut gry Pichichi zdobył dwie bramki. Po raz pierwszy w finale Pucharu Króla zagrał w marcu 1913 r., ale jego zespół uległ w nim 0:1 Realowi Unión. 21 sierpnia 1913 Athletic rozegrał z tym samym rywalem mecz inauguracyjny na stadionie San Mamés, a Pichichi strzelił na nim pierwszego gola. Zagrał w pięciu finałach Pucharu Króla, z czego w czterech triumfował. Podczas wygranego 5:0 finału z Espanyolem Barcelona w 1915 r. zanotował hat tricka. 8 maja 1921 rozegrał swój ostatni mecz w barwach Athletiku, występując w finale Pucharu Króla 1921, wygranego 4:1 z Atlético Madryt. W barwach Athletiku strzelił 83 gole w 89 meczach w spotkaniach mistrzostw regionalnych i Pucharu Króla.

## Kariera reprezentacyjna
W seniorskiej reprezentacji Hiszpanii zagrał 5 oficjalnych spotkań międzypaństwowych, wszystkie podczas turnieju piłkarskiego na Igrzyskach Olimpijskich w Antwerpii w 1920 r., strzelając w nich 1 gola. W drużynie narodowej zadebiutował 28 sierpnia 1920 w wygranym 1:0 meczu przeciwko Danii. Turniej ten zakończył ze srebrnym medalem.

## Osiągnięcia

### Klubowe
- Puchar Króla: 1913/14, 1914/15, 1915/16, 1920/21
- Mistrzostwo Regionu Północnego: 1914, 1915, 1916
- Mistrzostwo Bizkai: 1920, 1921

### Reprezentacyjne
- Srebrny medalista igrzysk olimpijskich: 1920

## Życie prywatne
- Przydomek „Pichichi” nadał mu w dzieciństwie jego brat Raimundo, ze względu na niski wzrost i umiejętność gry w piłkę nożną z chłopcami starszymi od siebie
- W latach 1896–1897 jego ojciec Joaquín Moreno Goñi był burmistrzem Bilbao
- Był siostrzeńcem Miguela de Unamuno
- W 1926 r. na stadionie San Mames odsłonięto jego popiersie, a tradycją stało się składanie pod nim bukietów kwiatów przez kapitanów drużyn przyjezdnych
- W 1953 r. hiszpański dziennik sportowy Marca ustanowił coroczną nagrodę Trofeo Pichichi, która jest przyznawana królom strzelców każdego sezonu Primera División.